# Eastbourne International 1984
Eastbourne International 1984 — жіночий тенісний турнір, що проходив на відкритих трав'яних кортах Devonshire Park в Істборні (Велика Британія). Належав до Світової чемпіонської серії Вірджинії Слімс 1984. Тривав з 18 червня до 24 червня 1984 року. Перша сіяна Мартіна Навратілова здобула титул в одиночному розряді.

## Фінальна частина

### Одиночний розряд
Мартіна Навратілова —  Кеті Джордан 6–4, 6–1
- Для Навратілової це був 6-й титул в одиночному розряді за сезон і 92-й — за кар'єру.

### Парний розряд
Мартіна Навратілова /  Пем Шрайвер —  Джо Дьюрі /  Енн Кійомура 6–4, 6–2
- Для Навратілової це був 10-й титул за сезон і 191-й — за кар'єру. Для Шрайвер це був 8-й титул за сезон і 57-й — за кар'єру.